# 史的イエスの資料

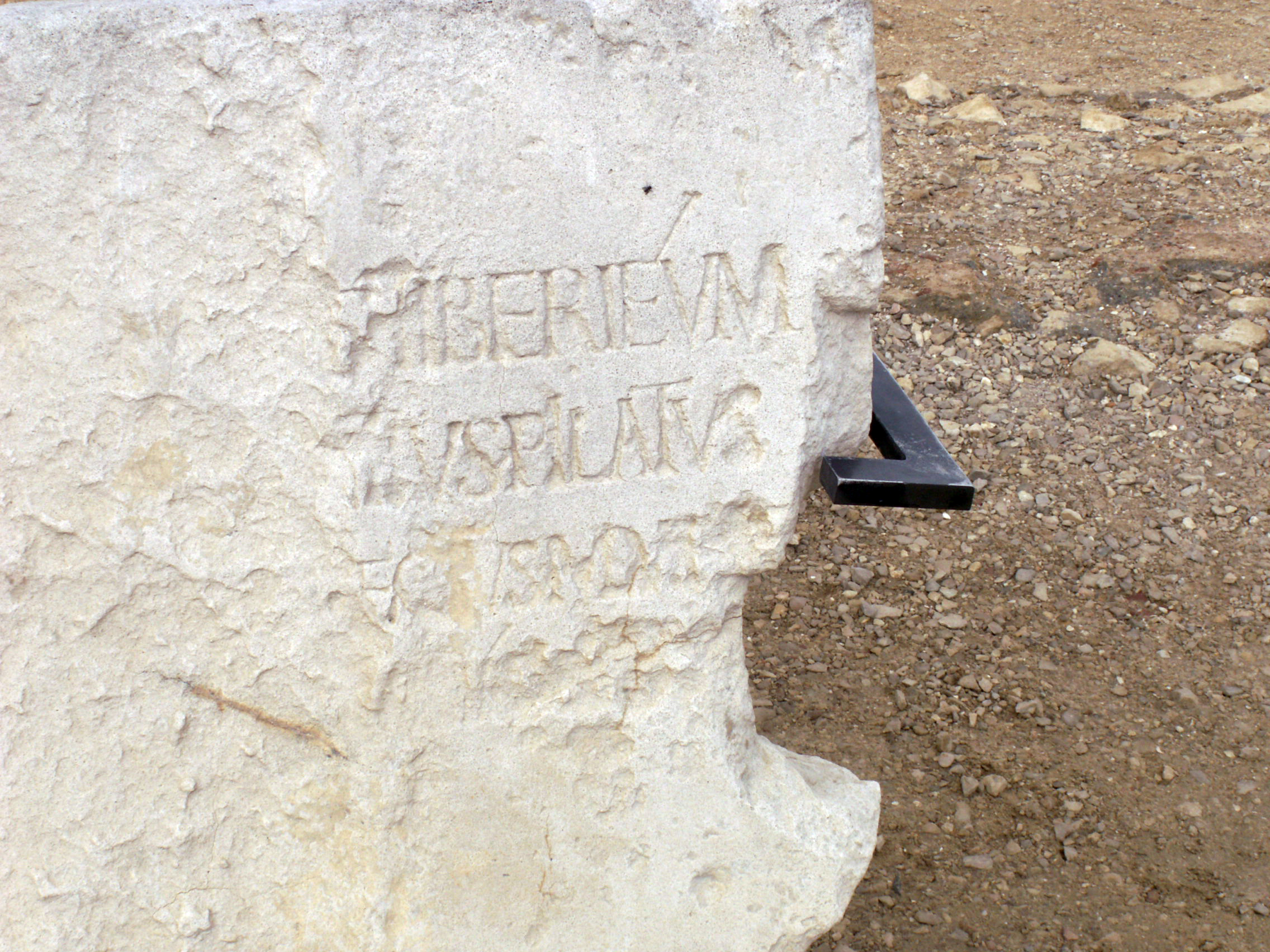
カイサリア・マリティマから出土した『ピラト碑文』。現在はイスラエル博物館に所蔵されている。

史的イエスの資料（してきイエスの しりょう）では、歴史上の人物としてのイエス（史的イエス、ナザレのイエス）に関する資料について説明する。
新約聖書のようなキリスト教資料にはイエスに関する詳細な物語が含まれているが、新約聖書に描かれているイエスについての各挿話が史実かどうかは学者間で見解が異なる。学者の見解がほぼ一致するのは、イエスが洗礼者ヨハネから洗礼を受けたことと、ローマ属州総督ピラトの命令で磔（はりつけ）にされたことだけである。
史的イエスに関するキリスト教以外の資料には、ヨセフスなどのユダヤ人の資料やタキトゥスなどのローマ人の資料がある。これらの資料はパウロの手紙や共観福音書などのキリスト教資料と比較される。これらの資料は通常たがいに独立している。例えばユダヤ人の資料はローマ人の資料に依拠していない。その資料間の類似点や相違点が検証に利用される。
ユダヤ人の学者エイミー＝ジル・レヴァインはイエス研究の状況に関する評論で「すべての、あるいは大半の研究者を納得させてきた単一のイエス像は、一つとしてない。」いずれのイエス像でも一部の学者グループから批判を受けていると述べている。

## 非キリスト教資料

### ヨセフス

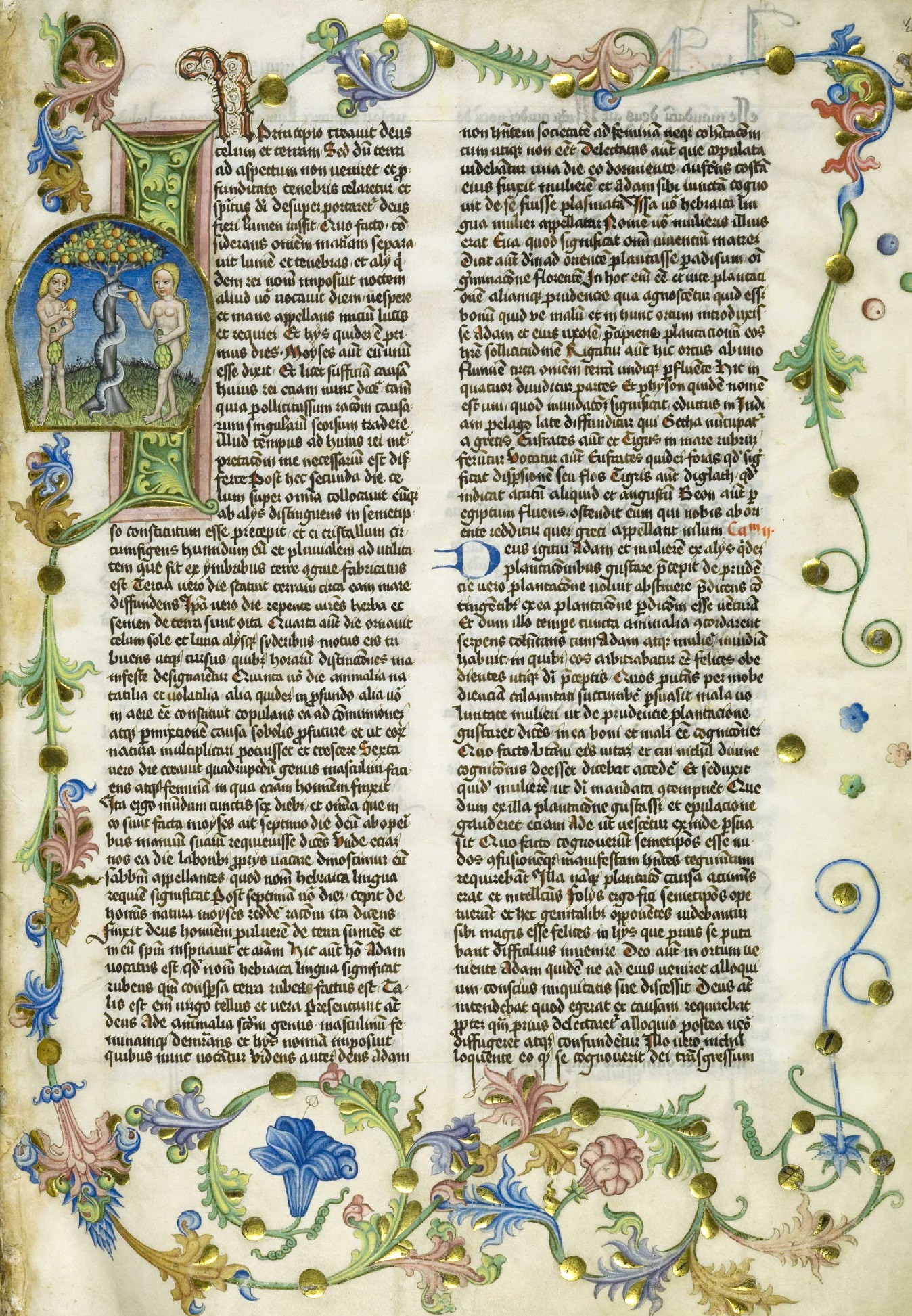
フラウィウス・ヨセフスの『ユダヤ古代誌』（1466年）のページ。

西暦1世紀の歴史家フラウィウス・ヨセフスはローマ市民権を得たユダヤ人であるが、その著作にはイエスとキリスト教の起源に関する言及が含まれている。西暦93年から94年ごろに執筆されたヨセフスの『ユダヤ古代誌』の2か所すなわち第18巻と第20巻にイエスに関する言及がある。2つの言及のうち、第20巻のイエスの兄弟ヤコブに関する一節は学者がイエスの存在を支持するために使用し、第18巻のいわゆる「フラウィウス証言」（Testimonium Flavianum）はイエスの磔刑に言及している。
ヨセフスの著作の原本は失われ、キリスト教徒による写本にはイエスに関する意図的な改変や挿入があると見られているため、ヨセフスのイエスに関する言及はその信憑性が学者によって議論になっている。例えばヨセフスの著書にはメシアについての言及が多くあるのにイエスについて以外では「クリストス」という用語を使っていないことが指摘され、議論になっている。
『ユダヤ古代誌』の20年前に書かれた『ユダヤ戦記』などのヨセフスの他の作品には『ユダヤ古代誌』に見られるイエスに関する言及に対応する箇所がないが、一部の学者はその欠如について『ユダヤ古代誌』が『ユダヤ戦記』より長い期間を対象にしていることや、西暦70年ごろに書かれた『ユダヤ戦記』と西暦90年ごろに書かれた『ユダヤ古代誌』では執筆時期におよそ20年の間隔があり、その間に起きたローマ人のキリスト教徒に対する関心に答えるため『ユダヤ古代誌』ではキリスト教が注目され、イエスに関して言及されたと考えている。

#### イエスの兄弟ヤコブ
ヨセフスによるヤコブ（ヤコボス）に関する一節は歴史的人物としてのイエスの実在と、イエスの同時代人の何人かがイエスをメシア（ギリシア語では「キリスト」）と見なしたことを証明している。問題の箇所は次の通り。
そして彼はクリストス（キリスト）と呼ばれたイエスス（イエス）の兄弟ヤコボス（ヤコブ）とその他の人びとをそこへ引き出し、彼らを律法を犯したかどで訴え、石打ちの刑にされるべきであるとして引き渡した。
—フラウィウス・ヨセフス『ユダヤ古代誌』XX, 200
この第20巻にある大祭司小アンナス（アナノス）のヤコブ処刑に関する一節ではイエスへの言及がなくても文章として自然に読めるので、これはキリスト教徒が挿入改竄したのではないかという疑問がある。しかしL. H. フェルトマンが、この箇所は他の箇所よりもヨセフスがイエスについて確かに言及していることを示していると述べているように、現代の学問ではこの箇所はキリスト教徒による挿入・改竄ではないことがほぼ一般的に認められていて、ヨセフスによるキリスト教に関する言及中もっとも信憑性が高いと考えられている。
なお『新約聖書』の記述と、ヤコブの死に関するヨセフスの言及の間には多くの相違点がある。学者たちは一般に、これらの相違をヨセフスの一節についてはキリスト教徒による改竄がないことを示していると考えている。なぜならキリスト教徒が改竄したならばキリスト教の伝承に沿うように改竄する可能性が高いからである。ロバート・アイゼンマンは、ヤコブがイエスの兄弟であるというヨセフスの言及を裏付ける初期キリスト教の史料を数多く提供している。

#### フラウィウス証言
「フラウィウス証言」は、ローマ当局の手に渡ったイエスの有罪判決と磔刑について説明しているフラウィウス・ヨセフスの『ユダヤ古代誌』第18巻の第3章3にある一節に付けられた名前である。学者たちは、ピラトによるイエスの処刑に関する一節の全体的または部分的な信憑性について異なる意見を持っている。一般的な学術的見解では、「フラウィウス証言」は改竄された部分がある可能性が非常に高い。すなわちヨセフスが書いたピラトによるイエスの処刑に言及した部分があり、その後キリスト教徒が写本を作る過程で改竄されたと大方の学者が推定している。キリスト教徒による改竄の程度と範囲は依然として議論されている。ただしここでヨセフスがおおよそどのようなものを書いたかについては大方の同意が得られている。一方「フラウィウス証言」はヨセフスが書いたものではなく、すべてキリスト教徒による挿入・捏造とする見解もある。また「フラウィウス証言」を引用したのはエウセビオス（260年ころ - 340年ころ）が最初で、それ以前はヨセフスの著作についての言及はあっても「フラウィウス証言」については引用も言及もされていないことから、「フラウィウス証言」はエウセビオスの創作ではないかという議論がある。

### タキトゥス

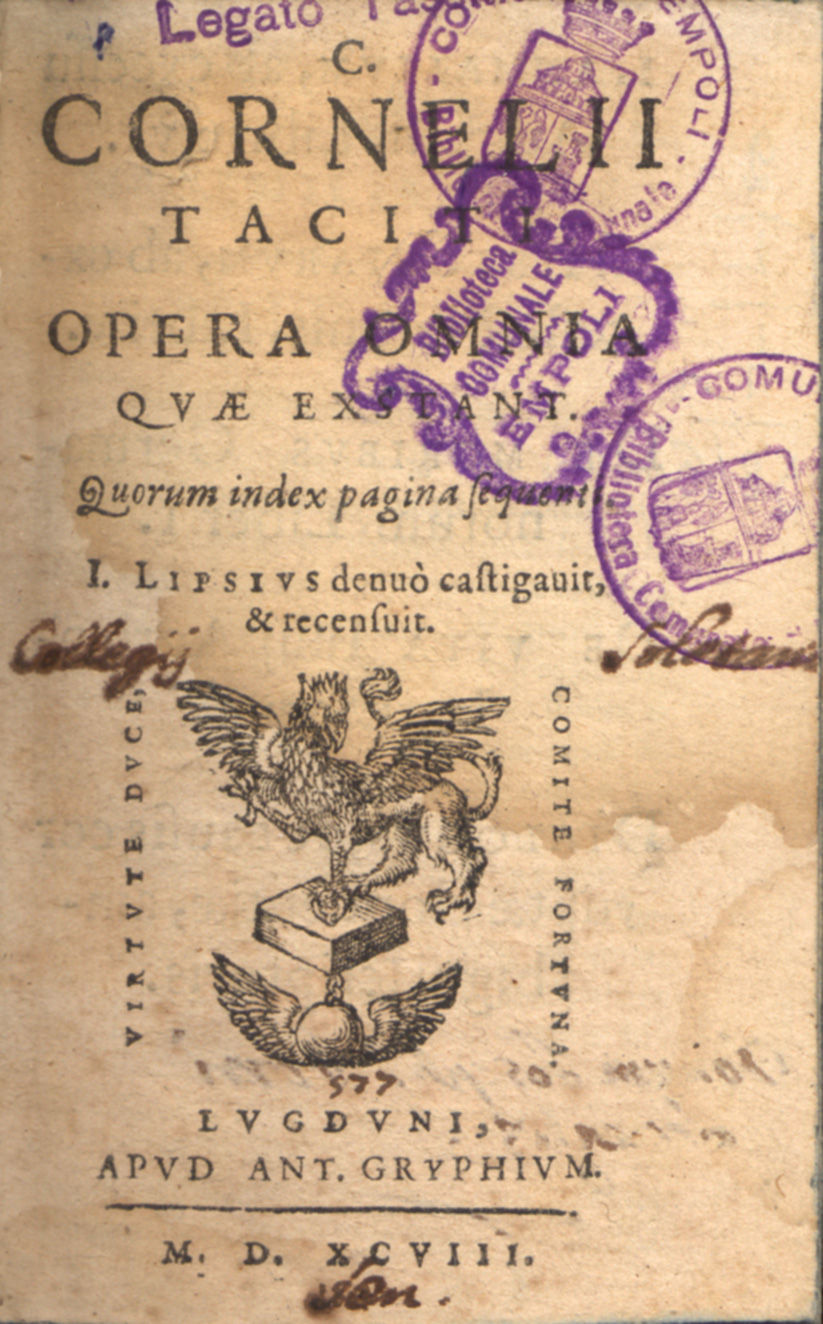
1598年刊ユストゥス・リプシウス編『タキトゥス全集』の表題頁。Bibliotheca Comunale of Empoli所蔵。

ローマの歴史家で、元老院議員を務めたタキトゥスは、西暦116年頃の最後の著作『年代記』の15・44でピラトによるキリストの処刑およびローマにおける初期キリスト教徒の存在に言及している。問題の箇所は次の通り。

それは、日頃から忌まわしい行為で世人から恨み憎まれ、『クリストゥス信奉者』と呼ばれていた者たちである。この一派の呼び名の起因となったクリストゥスなる者は、ティベリウスの治世下に、元首属吏ポンティウス・ピラトゥスによって処刑されていた。その当座は、この有害きわまりない迷信も、一時鎮まっていたのだが、最近になってふたたび、この禍悪の発生地ユダヤにおいてのみならず、（中略）この都においてすら、しょうけつをきわめていたのである
—タキトゥス『年代記』一五・四四
一般的に、ピラトによるイエスの処刑についてのタキトゥスの言及は信憑性があり、初期キリスト教についてのローマの独立した資料として、他の歴史的記録と一致する歴史的価値があると学者は考えている。
タキトゥスの言及とヨセフスの言及と小プリニウスがトラヤヌス帝に宛てた手紙の間で整合性があることから、3者の記述すべての妥当性を再確認できるとWilliam L. Portierは述べている。タキトゥスはローマの元老院議員で、その著作にはキリスト教徒に対する共感は見られない。キリスト教徒が写本の際に書き加えたにしてはあまりに否定的であるとAndreas KöstenbergerやRobert E. Van Voorstが述べていて、J・P・マイアーも結論を同じくする。「ローマの全作家の中でタキトゥスはキリストについて最も正確な情報を与えている」とRobert E. Van Voorstは述べている。ジョン・ドミニク・クロッサンは、イエスが十字架にかけられたことを立証する上でこの箇所が重要であるとみなし、次のように述べている。「彼が十字架につけられたことは、最も確実な史実である。というのは、ヨセフスもタキトゥスも（中略）少なくともこの基本事実にかんするキリスト教徒の説明には同意しているからである」。エディとボイドはその共著で、イエスの十字架刑についての非キリスト教側の確認をタキトゥスが提供していることは今や「確固たるものである」と述べている。バート・D・アーマンは「このくだりは、私たちがすでに福音書から知っているピラトによるイエスの処刑を、少なくともある程度裏付けている。しかし、小プリニウス同様、タキトゥスは、私たちが知りたいイエスの言動について、何も語っていない。」と述べている。
大多数の学者はこの記述を本物であると考えているが、タキトゥスがイエスの死の25年後に生まれていることからその信憑性に疑問を呈する学者もいる。タキトゥスが情報源を明らかにしていないことからこの一節の歴史的価値を論じる学者もいる。タキトゥスは現存しない史的著作を時に利用することがあり、この場合は公文書館にある公式資料を使用した可能性があるのだが、もしタキトゥスが公式資料を写したのならば、ピラトをプロクラトル（皇帝属吏、元首属吏）ではなく、正しくプラエフェクトゥス（長官、総督）としたはずだと推測する学者もいるとG・タイセンとA・メルツはその共著で論じている。キリスト教に対する偏見が広まっていることがタキトゥスの記述によってうかがわれる一方、「クリストゥス」とキリスト教徒について正確な点をいくつか述べているが、タキトゥスの情報源は不明であると、G・タイセンとA・メルツは述べている。しかしタキトゥスは元老院議員という立場から当時のローマ帝国の公文書を入手できたはずで他の資料は必要なかったとPaul R. Eddyは述べている。『年代記』のこの一節の信憑性についてタキトゥスが真正なローマの文書で「クリストゥス」（メシア、救世主）という言葉を使うはずがないと言って議論されてきたとMichael Martinは指摘している。タキトゥスはキリスト教徒の迫害について述べたが、他のキリスト教徒の著者はこの迫害について100年間書いていないとWeaverは指摘している。この一節は、教父にとって非常に有益であったはずなのに15世紀まで一人の教父も引用していないことと、ローマのキリスト教徒が多数であるとしているが、当時のローマのキリスト教徒は実際は非常に少なかったであろうことをHotemaは指摘している。
Richard Carrierは、この箇所はキリスト教徒による改変であるという説を提示した。Carrierによればタキトゥスは「クリストゥス信奉者」（Chrestianos）をキリスト教とは関係のない別の宗教集団として言及することを意図したという。しかしこの言葉「クリストゥス信奉者」は「キリスト教徒」の同義語であるというのが大方の見解である。
また、タキトゥスの情報源に関する伝聞の問題についても学者たちは議論してきた。「タキトゥスが単にキリスト教徒の云っていたことを繰り返している可能性がある限り、この一節はまったく価値が無い」とCharles Guignebertは主張した。この一節はせいぜいタキトゥスがキリスト教徒を通して聞いたことを繰り返しているだけだとR. T. Franceは述べている。しかしタキトゥスはローマの卓越した歴史家として一般に情報源を確認することで知られていて、巷説を伝える傾向はなかったとPaul R. Eddyは述べている。タキトゥスはローマで外国の宗教集団を監督することを任務とする司祭評議会Quindecimviri sacris faciundisの一員であり、Van Voorstの指摘のように、タキトゥスはこの団体の職務を通じてキリスト教の起源について知識を得ていたと推定するのが妥当である。

### マラ・バル・セラピオン
マラ・バル・セラピオンは、ローマ帝国のシリア属州出身のストア派の哲学者である。西暦73年から3世紀のある時にマラが息子に宛てた手紙に、イエスの十字架刑に関する非キリスト教の初期の言及が含まれている可能性がある。この手紙では、ソクラテスの殺害、ピタゴラスの火刑、ユダヤ人の「賢王」の処刑という「三賢者」に対する不当な扱いに言及している。この3件では、間違いを犯した結果その責任者が将来的に神罰を受けることになり、賢者が虐げられたとき神は抑圧者を罰し、最後には賢者の知恵が勝利すると、マラは説明している。この手紙にはキリスト教の主題は含まれず、著者のマラはキリスト教徒ではないと推測されている。
このユダヤ人の「賢王」処刑への言及を非キリスト教の早い時期の言及と見る学者がいる。「ユダヤの王」はキリスト教の称号ではないことや、賢王はその教えの知恵によって生き続けるというこの手紙の前提は、イエスは復活によって生き続けるというキリスト教の概念とは対照的であることなどが、この手紙の非キリスト教的起源を裏付ける基準になっている。Robert Van Voorstのような学者は「ユダヤ人の王」の処刑についての言及は、イエスの死についてであることに疑いの余地はないと見ている。Craig A. Evansのように、この手紙の年代が不確かであることや、言及が不確かである可能性があることから、この手紙の価値は低いと考える学者もいる。

### スエトニウス

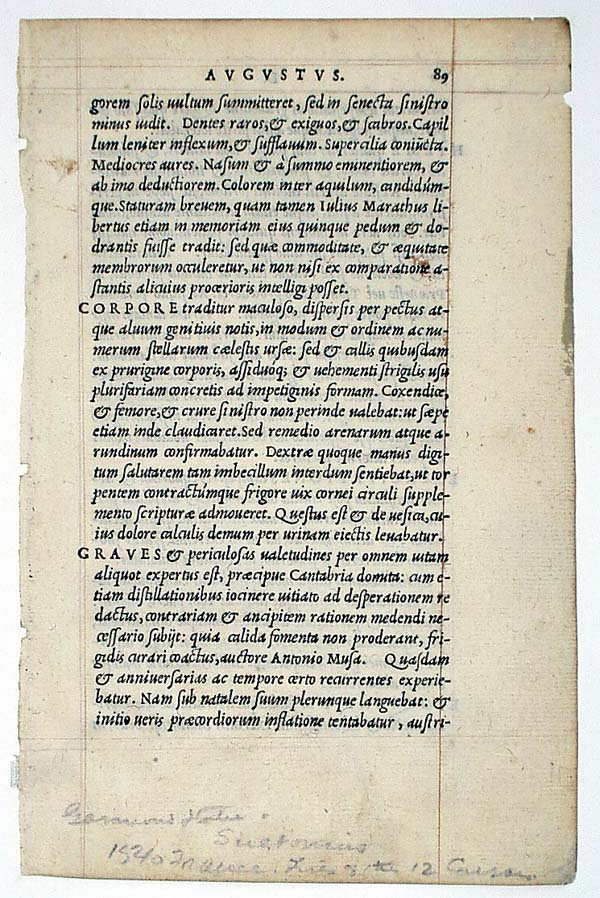
ロベール・エティエンヌがフランスで1540年に印刷したスエトニウスの『皇帝伝』の1ページ。

ローマの歴史家スエトニウス（70年頃 - 160年頃）は『皇帝伝』でキリスト教徒とその指導者について言及した。言及はクラウディウスおよびネロの生涯を描いた第5巻「クラウディウス」の25と第6巻「ネロ」の16にある。
第6巻「ネロ」の16では一般的に西暦64年頃とされているネロによる迫害およびキリスト教徒にどのように刑罰を加えたかについて言及している。この一節はスエトニウスがキリスト教徒を明らかに軽蔑していることを示している。タキトゥスや小プリニウスがその著作の中で述べた軽蔑と同じであるが、スエトニウスはイエス自身には言及していない。
一方第5巻「クラウディウス」の25には「ユダヤ人は、クレストゥスの扇動により、年がら年中、騒動を起こしていたので、ローマから追放される。」とあり、イエスへの言及が含まれている可能性があるが、学者の間では議論の対象になっている。この言及は『使徒言行録』18章2節の「クラウディウス帝が、全ユダヤ人をローマから退去させるようにと命令した」と同じ出来事と考えられる。ほとんどの歴史家はこの追放を西暦49年から50年頃と推定している。スエトニウスはキリスト教徒の指導者をChrestusと呼んでいるが、この言葉はタキトゥスも使っていて、複数のラテン語辞典でChristusの異形の一つとしている。しかしスエトニウスの表現は騒動の当時クレストゥスが生きていてローマでユダヤ人を扇動していたことを示唆している。これはスエトニウスの言及の歴史的価値を全体として弱めるもので、イエスへの言及としての価値について学者の全体的な合意はない。しかしスエトニウスが混乱していることは、キリスト教徒による改ざんが無いことも示している。なぜならキリスト教徒の筆写者ならばユダヤ人（ユダヤ教徒）とキリスト教徒を混同するはずがないからである。たいていの学者はこの記述でイエスが言及されていて、この騒動はローマにおけるキリスト教の広がりによるものと推定している。しかしスエトニウスの言及の価値については学者間で意見が分かれている。Craig A. Evansや J・P・マイアーやCraig S. Keenerのような学者はイエスを指している可能性が高いと見ている。他方Stephen BenkoやH. Dixon Slingerlandのような学者は歴史的価値がほとんどないと見ている。

### タルムード

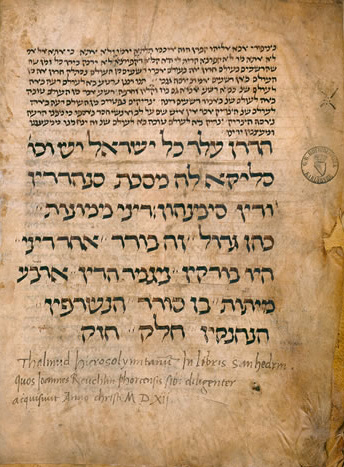
『タルムード』の「サンヘドリン」の12世紀の写本Reuchlin Codexの1頁。

ユダヤ教の注釈書であるタルムードのうち5世紀末にバビロニアで成立したバビロニア・タルムードには「イエス・ベン・パンデラ」（パンデラの息子イエス）あるいは「ベン・スタダ」（スタダの息子）などという呼び方でイエスに言及したとみられる箇所がわずかだがある。この中のいくつかは恐らくタンナイーム時代すなわち西暦70年頃から200年頃の間にさかのぼる。しかしこれらの各記述は確かにイエスに関するものなのか、またそれは歴史的価値があるものなのかについて学者たちが議論を続けている。
ラビ文献においてイエスに関する最も重要な言及と一般的に考えられている「サンヘドリン」43aの場合は、言及自体だけではなくその文脈からもイエスがその箇所の主題であることが確認でき、ナザレのイエスの死を指していることに疑いの余地はないとVan Voorstは述べている。死刑に関する「サンヘドリン」43aの注釈でナザレのイエスについて言及していると認められるならば、それはイエスの存在と処刑の証拠となるとChristopher M. Tuckettは述べている。この箇所は過越祭におけるイエスの裁判と死に関するタンナイーム的な言及であり、タルムードにおけるイエスに関する他の言及よりも古い可能性が高いとAndreas Kostenbergerは述べている。この箇所はイエスに対するラビたちの敵意を反映しており、次のような文章が含まれている。

次のように教えられた。

（安息日の前日にして）過越祭の前日に、ナザレ人イエスは架けられた。そして、使者が彼に四〇日先だって行き、（告知した）。「ナザレ人イエスは、石打ちにされるために出ていく。なぜなら彼は魔法を使い、イスラエルを唆し、（偶像礼拝に）誘惑したからである。彼の無罪のために何かを知っているものは誰でも、来てそれを述べよ」。しかし、彼の無罪のために何も見つからなかったので、彼らは（安息日の前日にして）過越祭の前日に彼を架けた。
—「サンヘドリン」43a
一方ペーター・シェーファーは、タルムードに書かれているイエスの処刑に関する物語がナザレのイエスを指していることは疑いの余地がないが、この問題の箇所はタンナイーム的ではなく、後のアモライーム時代のもので、キリスト教の『福音書』を参考にして、それに対する応答として書かれたものではないかと述べている。またバート・アーマンやMark Allan Powellは、タルムードによる言及はイエスの時代よりかなり後のものであることを考えると、イエスの生涯における教えと行動についてタルムードは歴史的に信頼できる情報を与えることは出来ないと述べている。
また2世紀初頭のラビ文献である『トセフタ』（口伝律法の補遺集）の「フッリーン」II 22には、Eleazar ben Damaというラビが蛇にかまれたとき、イエスの名による癒しは律法に反すると他のラビに異を唱えられ、それゆえに死んでしまったという記述がある。この箇所はイエスの行なう奇跡は邪悪な力に基づくという初期のユダヤ人敵対者の態度を反映している。
EddyとBoydはその共著で、タルムードなどの資料のいくつかの価値を疑問視しているが、史的イエス研究におけるタルムードなどの意義は、それがイエスの存在を決して否定せず、魔術師として告発し、間接的にイエスの存在を確認している点にあると述べている。R. T. FranceやEdgar V. McKnightは、タルムードの記述は、キリスト教徒の記述と異なる点やイエスについて否定的である点から実在の人物についての記述であることを示していると述べている。Craig Blombergは、ユダヤ教では伝統的に決してイエスの実在を否定することはなく、ケルソスが書いた反キリスト教論のようなユダヤ教以外の資料にも反映しているように、ユダヤ教はイエスを魔術師や奇術師であると非難したと述べている。Andreas Kostenbergerは、タルムードの言及から導き出される全体的な結論は、ユダヤ教は伝統的にイエスが歴史的に実在した人物であることを決して否定していず、タルムードはイエスの信用を落とすことに焦点を当てていたということであると述べている。

### 小プリニウス
小プリニウス（61年頃 - 113年頃）の『書簡集』は「当時のローマ社会を知るうえできわめて重要な史料である。」 この『書簡集』の第10巻は皇帝トラヤヌスとの往復書簡集で、小プリニウスはローマ帝国のビテュニア属州総督として皇帝に報告し、その指示を仰いでいる。その中の西暦112年ごろの往復書簡は、皇帝礼拝を拒否しキリストを崇拝するキリスト教徒に対する処置に関するもので、キリスト教史として貴重な史料である。しかしこれには史的イエスについての情報はなく、イエスが実在の人物だった証拠にならないと見なされている。例えばシャルル・ギニュベールは『福音書』に描かれているイエスが1世紀のガリラヤで生きて活動していたことについては疑っていないが、小プリニウスのこの手紙に関してはイエスが実在した証拠としては認められないと判断している。

### タッロス
タッロスはほとんど知られていないが、1世紀半ばから後半にかけて歴史を書いたとされ、エウセビオスがこれに言及している。タッロスの著作は現存していないが、アフリカーヌスが221年頃の著作で、タッロスの『歴史』第3巻にある記述をイエスの死の直前に全地が暗くなったという福音書の記事と結びつけている。もしタッロスがイエスの磔刑に言及していて、著作年代が確かならば、福音書の挿話に言及した最古の非キリスト教資料となるが、イエスが歴史的に実在したことを判断する上での有用性は不確かである。タッロスの著作年代は、第207オリンピアード（西暦49-52年）の出来事について書いたことに依拠しており、それ以降に書いたことを意味している。しかしこれは破損しているテキストに依拠していて、タッロスは第217オリンピアード（西暦89-92年）の後、あるいは第167オリンピアード（紀元前112-109年）の後に書いた可能性さえある。タッロスが最初に言及されたのはTheophilusによって西暦180年頃なので、タッロスが著作した年代は紀元前109年と紀元後180年の間のある時期の可能性がある。我々が知っているのはタッロスが日食に言及したことだけだが、イエスが磔にされた過越祭に日食は起きないので、タッロスはイエスの十字架刑についてまったく言及していないことになる。

### トラリアノスのフレゴン
タッロスについてと同様に、140年頃に年代記を書いたトラリアノスのフレゴン（80年頃 - 140年頃）という歴史家についてアフリカーヌスが言及していて次のように記録されている。「フレゴンはティベリウス帝の時代に満月の時、第6刻（正午頃）から第9刻（午後3時頃）まで皆既日食があったことを記録している」（アフリカーヌス『年代史』18:1）。オリゲネスもフレゴンに言及している。「フレゴンはその年代記の第13巻か第14巻で未来の出来事についての知識をイエスに帰しただけでなく、その結果がイエスの予言に一致したことを証言している」（オリゲネス『ケルソス駁論』第2巻14章）。「そしてイエスが十字架にかけられたと思われるティベリウス帝の時代の日食とその時に起きた大地震について……」（オリゲネス『ケルソス駁論』第2巻33章）。「イエスは生きている間は自分自身のために何の役にも立たなかったが死後に起き上がり、自分の刑罰の跡を見せ、手がどのように釘で刺されたかを見せた。」（オリゲネス『ケルソス駁論』第2巻59章）。しかし4世紀に書かれた『年代記』の中でエウセビオスはフレゴンの言葉をそのまま記録している。「さて第202オリンピアード第4年（西暦32年）第6刻にそれまでのすべての日食にまさる大日食が起こり、昼間が天に星がみえるほどの夜の闇に変わり、ビテュニアでは地が動き、ニカイアの町では多くの建物が倒された」。フレゴンはイエスと（死の直前の）3時間の闇についてはまったく言及していない。フレゴンは日食についても言及しているが、それは過越祭には起らない。改変されているかも知れない係年を除けば、この記述は西暦29年11月にトルコ北西部で起きた地震と日食に合致する。

### アレクサンドリアのフィロン
アレクサンドリアのフィロン（紀元前15頃 - 紀元後45頃）は、ユダヤ教の「最初の神学者」と称される哲学者である。ストア哲学のロゴス論から多大な影響を受けたフィロンは、ロゴスを神と世界との媒介者と考えた。さらにこのフィロンのロゴスの思想がキリスト教の教父の神学に大きな影響を与えた。フィロンの著作内にイエスやイエスの各弟子への明示的な言及はないが、キリスト教側ではフィロンの著作内の特定箇所をイエスや各弟子に関係づけて解釈した。しかしグレゴリー・スターリングは、そのような解釈を初期キリスト教徒の想像にすぎないとして否定している。

### ケルソス
2世紀の哲学者ケルソスは2世紀後半の著作でキリスト教に対して史上初の全面的な攻撃をした。ケルソスの著作は現存していないが、3世紀にオリゲネスが大著『ケルソス駁論 （ばくろん） 』で反論していて、それによってケルソスの書いたことが分かる。オリゲネスによればケルソスはイエスを魔術師、呪術師と非難した。ケルソスの所説は価値があるものかも知れないが、その原文を調べることが出来ないので歴史的な価値はほとんど無い。

### 死海文書
死海文書はイエスと同時代の一部のユダヤ人の言語や習慣を示す1世紀あるいはそれ以前の文書である。新約聖書と死海写本に記録されている言葉づかいや視点の類似は、新約聖書の報告が1世紀の時代を描いていて、後の時代の述作ではないことを示すのに価値があるとHenry Chadwickのような学者たちは見ている。しかし死海写本と史的イエスとの関係については論争の的となっていて、新説が次々に登場しているが、1世紀のユダヤ教の伝統に光を当てるという点では死海写本は有用であるものの、史的イエス探求への影響については学問的な合意は得られていない。

### ルキアノス
サモサタのルキアノス（120年頃 - 180年頃）は、シリアに生まれ、ギリシア語で著作した風刺作家で、各地を旅して講演した。ルキアノスはイエスの信者の無知とだまされやすさを嘲笑した。キリスト教の伝統に対するルキアノスの理解には誤りがあることを考えると、ルキアノスの著述はキリスト教徒に影響を受けたものではないと考えられ、イエスの十字架刑について独自の陳述をしているかもしれない。しかし風刺文学という性格からルキアノスは聞いた話を潤色した可能性があり、ルキアノスの記述は高い歴史的信頼性を持たない。

### エピクテトス
ストア派の哲学者エピクテトス（50年頃 - 138年頃）の『語録』第4巻第7章6節にある「それでは、人は狂気によってそのような気持ちになり、ガリラヤ人は彼らの習慣によって同様の気持ちになりうるというのに、（後略）」の「ガリラヤ人」は「キリスト教徒を指して」いて、「当時のキリスト教徒は、エピクテトスの目には狂信者にしか映らなかった」と國方栄二が訳注で説明している。また第2巻第9章19節から21節にある「ユダヤ人」についてその中の20節で洗礼への言及があり、この「ユダヤ人」は「キリスト教徒のことであるのかもしれない。」と國方栄二が訳注で説明している。

### ヌメニオス
新ピタゴラス学派の哲学者で新プラトン主義に大きな影響を与えたヌメニオスが2世紀に書いた『善について』第3巻にイエス・キリストと名指ししてはいないが、キリストを暗示している可能性のある個所がある。これはオリゲネスが『ケルソス駁論』IV巻LI（51）章でキリスト教の理解者の一例として言及している。

### ガレノス
ギリシアの医学者ガレノス（129年頃 - 199年頃）は、キリストとその信者について言及したかもしれない。De libris propriis 5に記載されている176年から192年あるいは180年までの「脈拍について」iii, 3に「自分の学派の説に固執する医師や哲学者よりモーセやキリストの信者の方が新奇なものを教えやすいであろう」とある。

### ヤコブの骨箱
ヤコブの骨箱として知られる1世紀の石灰岩の埋葬箱には「ヨセフの息子にしてイエスの兄弟、ヤコブ」というアラム語で書かれた碑文がある。この碑文は偽物であるとしてイスラエル考古学庁がイスラエル警察に告発した。2012年にヤコブの骨箱の所有者は無罪となり、碑文の真偽はどちらともいえないと判断された。これは偽物ではないかと言われている。

## キリスト教資料
初期のキリスト教徒によってイエスに関する様々な伝承、語録、物語などの文書が書かれ編集された。その中でもっとも重要なものはキリスト教の正典と認められ『新約聖書』の前半部分となった四福音書（しふくいんしょ）すなわちマタイ、マルコ、ルカ、ヨハネによる各福音書である。各書の成立時期は、説によって幅があるが、最初に成立した『マルコによる福音書』がイエスの刑死から約40年後の西暦70年より少し前、最後の『ヨハネによる福音書』は1世紀末頃と推定されている。キリスト教徒が書いた文書で後世に伝わった最古の文書はパウロが書いた手紙である。パウロの手紙の中で最古のものは『テサロニケの信徒への手紙一』で、イエスの刑死から約20年後の西暦50年頃あるいは50年から52年頃に書かれたと推定されている。パウロの手紙はキリスト教神学にとって重要だが、史的イエスの生涯を知るための情報はほとんど含まれていない。
バート・アーマンやRobert Eisenmanなどキリスト教会の伝統的見解に批判的な学者は、史的イエス研究に伴う問題を検討する中で、福音書は矛盾に満ちている文書で、イエスの死後数十年経ってからイエスの生涯の出来事を目撃していない著者によって書かれたものだと述べている。さらに福音書の著者たちはその出来事の同時代の目撃者ではなく、イエスを直接には知らず、イエスがしたことを実際に見たわけではなく、イエスが教えたことをその場で聞いたわけでもなく、著者たちはギリシア語で福音書を書いたのであって、イエスと言語さえも共有しなかったという。著者たちが書いた説明は公平なものではなく、イエスを現に信じていたキリスト教徒によって書かれたものであり、その話は著者たちの偏向にかんがみて歪曲を免れなかった。アーマンによれば福音書の内容は多くの点で矛盾していて、イエスという人物の細部でも全体像の点でも食い違いと撞着に満ちている。

### パウロの手紙

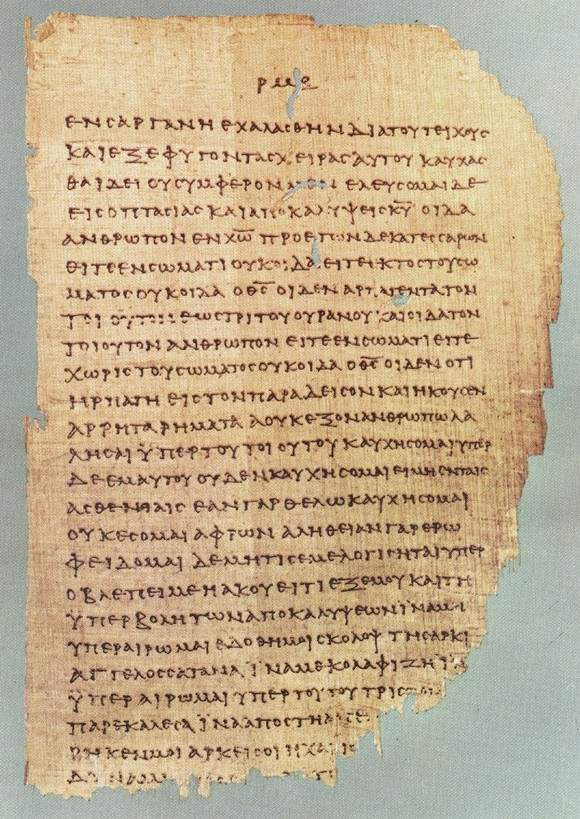
「コリントの信徒への手紙二」の西暦200年頃の写本の1葉。11章33節から12章9節の部分。Papyrus 46を参照。

キリスト教資料では、たとえ他の文書すべてを無視しても、パウロの書いた手紙はイエスに関する情報を提供することが出来る。しかしパウロの手紙には史的イエスの生涯を知るための情報はほとんど含まれていない。パウロは人物としてのイエスの存在に言及しているが、十字架刑による死を除けば具体的な記述はほとんどない。「パウロの手紙」のうち、真正とされる数通の手紙は確かにパウロによるものである。パウロは生前のイエスに会ったことはない。
『新約聖書』所収のパウロの手紙13通のうち7通は、ほぼすべての学者が本物と考えているが、他の6通は一般的に偽書と考えられている。真正とされる7通は、西暦51年頃に書かれた「テサロニケの信徒への手紙一」、52年から54年頃に書かれた「フィリピの信徒への手紙」、同じく52年から54年頃に書かれた「フィレモンへの手紙」、53年から54年頃に書かれた「コリントの信徒への手紙一」、55年頃に書かれた「ガラテヤの信徒への手紙」、55年から56年頃に書かれた「コリントの信徒への手紙二」、55年から58年頃に書かれた「ローマの信徒への手紙」である。この7通はまたオリゲネスやエウセビオスのようなキリスト教初期の著者によって参照され、解釈されている。
パウロの手紙は一般的に西暦50年から60年頃に書かれたと推定されているので、イエスに関する情報を含む現存する最古のキリスト教文書である。イエスは西暦30年頃から36年頃に死んだと広く認められているので、パウロの手紙はイエスの刑死の約20年後から30年後に書かれたものである。「ガラテヤの信徒への手紙」などはパウロがイエスの弟子たちと出会ったと記録されている時期に書かれたもので、パウロは回心してキリスト教徒になってから3年後にエルサレムに行き、使徒ペトロのもとに15日間滞在したと述べている（「ガラテヤの信徒への手紙」1章18節）。Buetzによれば、この頃パウロはイエスの弟ヤコブとユダヤ人（ユダヤ教徒）として重要な食事制限と割礼を厳守することの重要性をめぐり、イエスの教えの本質について議論した。しかし『新約聖書』には当時2人が話し合ったことについて詳しく書かれていない。その議論の14年後にパウロはエルサレム会議に出席して自らの正統性を確認するためにエルサレムに戻った。
パウロの手紙はイエスの生涯を物語るものではなく、キリスト教の教えを説くために書かれた。パウロの見解では、パウロの手紙を貫徹する主題であるイエスの死と復活の神学が重要であり、地上のイエスの生涯は重要性が低い。しかしパウロの手紙が明らかに示すところによれば、パウロにとってイエスは実在の人物であり、ユダヤ人（ユダヤ教徒）であり、弟子がいて、十字架につけられ、後に復活した。パウロの手紙は、イエスが実在し、十字架にかけられ、後に死からよみがえったという初期の異邦人キリスト教会の一般的認識を反映している。
イエスに関するパウロの言及は、それ自体でイエスの実在を証明するものではないが、イエスの死から20年から30年後、イエスと知り合いだったかも知れない人がまだ生きていた時代に、イエスの実在はエルサレムのキリスト教共同体を含む初期のキリスト教徒に受け入れられた規範であったことを証明している。

#### 個々の言及

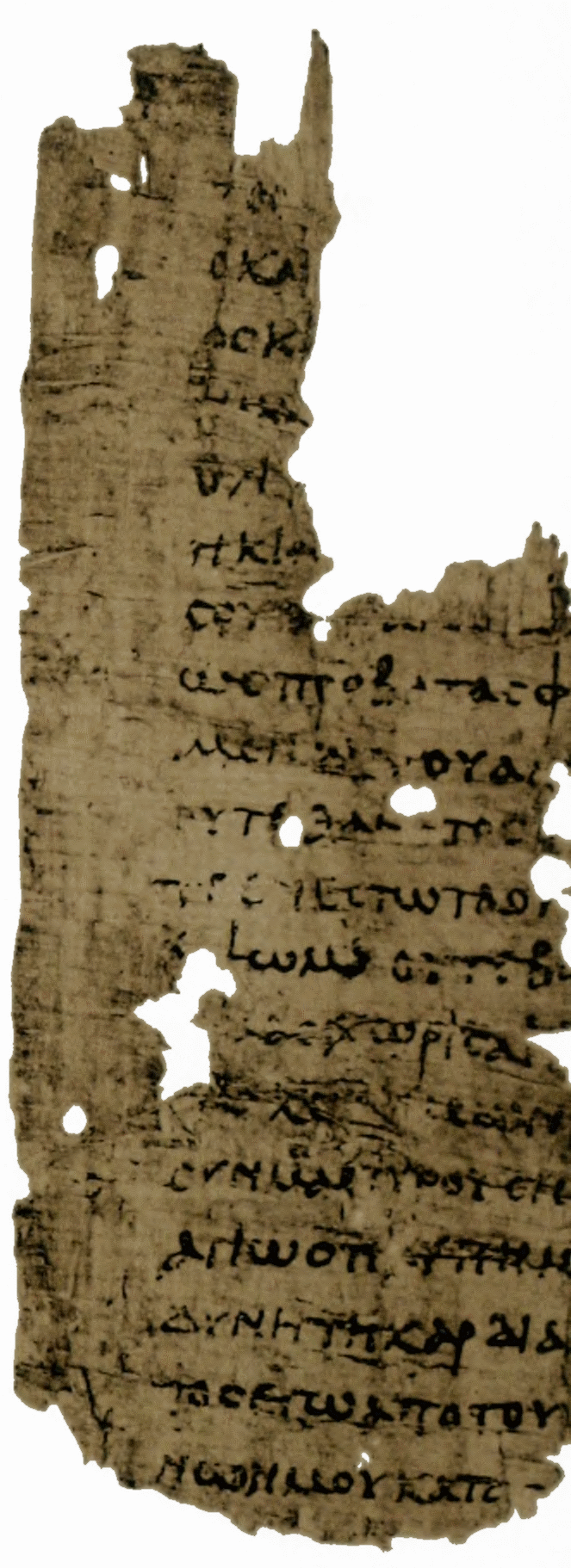
「ローマの信徒への手紙」の3世紀初めの写本。Papyrus 27を参照。

パウロが書いたと広く認められている7通の手紙には以下のような情報が含まれていて、他の歴史的要素と共に史的イエスを研究するために用いられている。
イエスの実在
イエスが実在しユダヤ人（ユダヤ教徒）であったとパウロが見なしていることは「ガラテヤの信徒への手紙」4章4節に「神は、その御子を女から生まれた者、律法の下に生まれた者としてお遣わしになりました。」とあることで分かる。この記述はパウロがイエスの誕生の状況をある程度知っていたことを示しているとするPaul Barnettのような学者もいるが、一般的ではない。しかしイエスの十字架刑以前の生涯についてパウロが何らかの知識と関心を持っていたことをこの記述は示している。
弟子と兄弟
「コリントの信徒への手紙一」15章5節によればパウロはイエスに12人の弟子がいて、ペトロが弟子の一人であることを知っていた。さらにこの手紙を書く前からコリントではペトロをよく知っていたことを「コリントの信徒への手紙一」1章12節が示している。これは手紙の相手がペトロ（ケファ）をよく知っていることを前提としているからである。「コリントの信徒への手紙一」15章5節の記述は、十二使徒を指す「十二」がコリントの初期キリスト教会で一般的に知られていて、パウロが特に説明する必要がなかったことを示している。さらに「ガラテヤの信徒への手紙」1章18節はパウロが個人的にペトロを知っていて、回心して3年後にエルサレムで15日間ペトロと過ごしたことを示している。またペトロはガラテヤですでに知られていて、紹介する必要が無かったことも意味している。「コリントの信徒への手紙一」9章5節と「ガラテヤの信徒への手紙」1章19節では、イエスには兄弟がいて、1人はヤコブと呼ばれ、パウロはそのヤコブに会ったあるいは「見た」と言っている。ヤコブは兄イエスの死後、イエスに従う者たちの指導者となって、エルサレムの最初の司教（監督）あるいは大司教であったと、オリゲネスやエウセビオスなどの初期キリスト教の著作家によって主張されている。
引き渡しと儀式
イエスが引き渡され、聖餐のような伝統が確立したことは「コリントの信徒への手紙一」11章23-25節「主イエスは、引き渡される夜、パンを取り、感謝の祈りを献げてそれを裂き、言われました。「これは、あなたがたのための私の体である。私の記念としてこのように行いなさい。」」による。
十字架刑
パウロの手紙には「コリントの信徒への手紙一」1章23節および2章2節や「ガラテヤの信徒への手紙」3章1節などに「十字架につけられた（イエス・）キリスト」という表現がある。イエスの死はパウロの手紙の中心的な要素になっている。「テサロニケの信徒への手紙一」2章15節では、イエスの死の責任をユダヤ人たちに負わせている。この「テサロニケの信徒への手紙一」2章14-16節の「ユダヤ人たちは…主イエス…を殺した……わたしたちをも激しく迫害し」という記述は、イエスの死とパウロたちへの迫害をパウロが同じ時間軸の中でとらえていることを示している。
埋葬
「コリントの信徒への手紙一」15章4節と「ローマの信徒への手紙」6章4節は、イエスが死後埋葬されたと述べているが、墓については言及していない。この言及は同時にパウロが復活の神学を構築するために使っているが、イエスが死後埋葬されたという当時の一般的な考えを反映している。
非存在説
パウロの手紙の中のイエスについての言及がただこれらだけなことが、イエスの歴史的実在を否定する運動の指導者として一般的に受け入れられているG・A・ウェルズ（G. A. Wells, 1926年 - 2017年）による批判を引き起こした。ウェルズはまだイエスの実在を否定していたとき、パウロの手紙には洗礼者ヨハネやユダやイエスの裁判について書かれていないと批判し、イエスは歴史上の人物ではないと結論づけた。J・D・G・ダンはウェルズの所説を取り上げ、ウェルズの見解を共有する他の学者を知らないと述べ、他のほとんどの学者は、パウロが手紙の中にイエスの生涯の物語を含めなかったことについて他のもっと妥当な説明をしている。初期の教会内でイエスの生涯の物語がよく知られていた時代に、パウロの手紙は歴史的な年代記ではなく、主に宗教的な文書として書かれたものであると述べた。ダンはウェルズの議論に対して、イエスの非存在説は「完全に死んだ主張」であると述べている。ウェルズはもはやイエスの存在を否定していない。

#### パウロ以前の信条
パウロの手紙は執筆時期以前の信条（信仰告白）に言及することがある。例えば「コリントの信徒への手紙一」15章3-4節には「最も大切なこととして私があなたがたに伝えたのは、私も受けたものです。すなわち、キリストが、聖書に書いてあるとおり私たちの罪のために死んだこと、葬られたこと、また、聖書に書いてあるとおり三日目に復活したこと、」とある。「ローマの信徒への手紙」1章3-4節は、直前の1章2節で既存のものとされていて、事実上既存の信条として扱っているのかも知れない。
パウロ以前の伝統を見分ける鍵の一つは「コリントの信徒への手紙一」15章11節「だから、私にしても彼らにしても、このように宣べ伝えているのであり、あなたがたはこのように信じたのです。」にある。ここでパウロは自分より前にこの信条を説いた人々について言及している。「コリントの信徒への手紙一」15章3節は、紀元30年代にパウロが数年前のイエスの死について教えられていたことを示しているとJ・D・G・ダンは述べている。
このようにパウロの手紙にはパウロ以前に生まれたキリスト教の信条が含まれている。多くの聖書学者によれば、この信条はイエスの死後10年以内のもので、エルサレムの使徒共同体に由来するものとされている。この信条についてカンペンハウゼンは「この記述はこのようなテキストに求められる歴史的信頼性の要求をすべて満たしている」と書いている。またArchibald Hunterは「したがってこの箇所は他に類を見ないほど初期の検証可能な証言を保存している。歴史的信頼性に関するあらゆる妥当な要求を満たしている」と述べている。
これらの信条はイエスの死後数年以内に起源があり、エルサレムのキリスト教共同体の中で発展した。これらの信条は新約聖書の文書の中に埋め込められているが、初期キリスト教のめったにない資料になっている。これはイエスの死後数年、パウロの手紙が書かれる10年以上前からイエスの存在と死がキリスト教の信仰の一部であったことを示している。

### 福音書

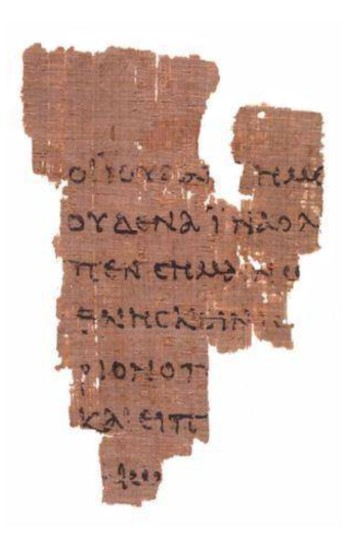
最古の福音書写本。『ヨハネによる福音書』の西暦90年から160年頃の写本の断片。Rylands Library Papyrus P52参照。

キリスト教の正典である四福音書『マタイによる福音書』『マルコによる福音書』『ルカによる福音書』『ヨハネによる福音書』はイエスの生涯の伝記、教え、イエスに帰される行動の主要資料である。そのうちの３書『マタイ』『マルコ』『ルカ』は内容、物語の構成、言語、段落構成に高度な類似性を示すことから共観福音書と呼ばれる。第四福音書すなわち『ヨハネによる福音書』は共観福音書とは異なり、叙述的な形式ではなく主題にそった内容になっている。学者の一般的な意見では『ヨハネによる福音書』に共観福音書の文章との直接的な関係を見出すことは出来ない。
新約聖書の著者は一般的にイエスの生涯の個々の出来事がいつ起きたかには（イエスの年代学）、またそれを世俗の出来事と同期させることにはほとんど関心を示さなかった。福音書は主に原始キリスト教の神学的文書として書かれたもので、著者にとって出来事の年次は重要ではなかった。福音書が歴史的な年代記ではなく神学的な文書であることは、一例としてイエスの生涯の最後の7日間についての記述が福音書の文章の3分の1を占めていることに表れている。福音書には近現代の歴史家が求める正確な年代に十分答える詳細は記されていないが、学者たちは福音書によってイエスの数々の人物像を再建して来た。しかし『ヨハネによる福音書』の最後に「イエスのなさったことは、このほかにも、まだたくさんある。」とあるように、福音書はイエスの生涯の出来事を網羅的に記載しているとは言えない。
福音書の個々の記述の歴史的信頼性について学者間で見解に相違があって、ほぼすべての学者の見解が一致するのはイエスが洗礼を受けたことと磔にされたことだけである。さらにE・P・サンダースやCraig A. Evansなどの学者は、福音書に書かれている他の2つの出来事、すなわちイエスが使徒を召命したことと、エルサレム神殿で論争を起こしたこと（宮清め）が歴史的に確かであるとしている。
アウグスティヌスの見解（アウグスティヌス仮説）以来、福音書が書かれた順序と影響関係について学者間で議論され、マルコ優先説では紀元70年頃に書かれた『マルコによる福音書』が他の福音書より先に書かれたとされ、『マルコ』の後に『マタイ』が成立し、『ルカ』は紀元70年から100年頃に書かれたと考えられている。通説とされる二資料説によれば『マタイ』と『ルカ』は、『マルコ』以外にQ資料と呼ばれる学者の推定した資料を利用して書かれている。
福音書は3つの視点によって見ることが出来る。第1に文章としての文学的視点、第2にキリスト教がユダヤ教内の革新運動からどのように始まったかを観察する歴史的視点、第3にキリストの教えを分析する神学的視点がある。歴史的な視点では、福音書は資料として単にそれ自体でイエスの存在を明らかにするためだけに使われるのではなく、その内容を非キリスト教資料を含むその他の資料や歴史的背景と比較して、史的イエスについての結論を引き出す。

### 教父

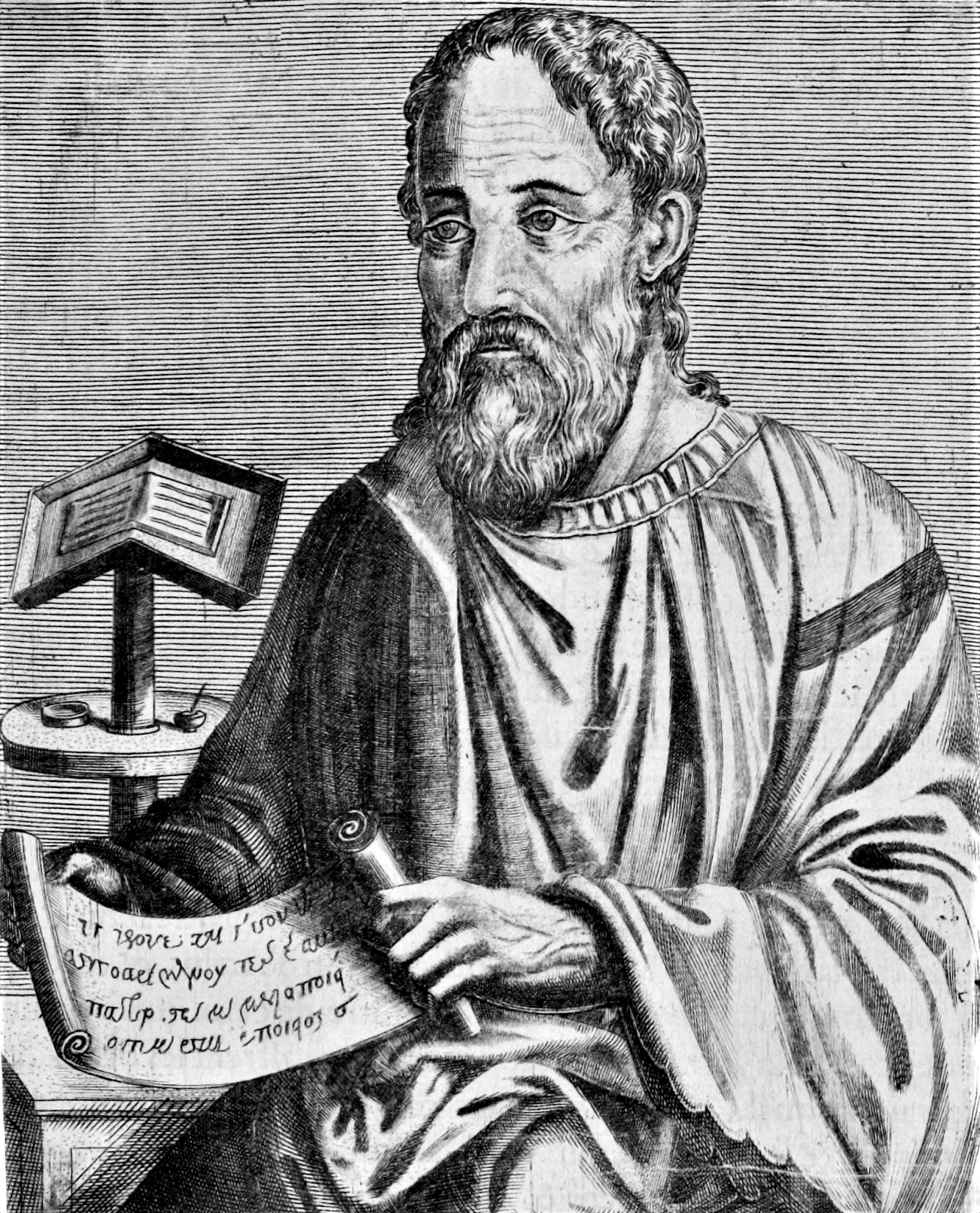
カエサレアのエウセビオス

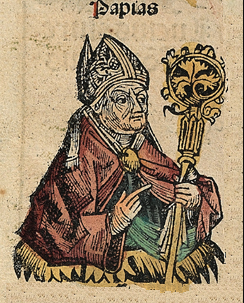
パピアス

『教会史』で知られるカエサレアのエウセビオスが4世紀に報告しているところによると、教父の文書のうち地上のイエスを見た人に会ったことに言及している可能性のあるものは、パピアスとクアドラトスの著作である。
パピアスの著作は現存していないが、カエサレアのエウセビオスがその言葉を引用している。

わたしは長老たちに従った者に会えばいつでも、長老たちの言葉を調べたものである。すなわち、アンデレや、ペテロ、ピリポ、トマス、ヤコブ、ヨハネ、マタイ、そしてそれ以外の主の弟子がどのように言い、また主の弟子であるアリスティオンや長老のヨハネがどのように言っていたか〔を調べたのである〕。

パピアスが情報を集めていた紀元90年頃には、イエスの弟子であるアリスティオンや長老ヨハネが小アジアで生存して教えを授けていて、彼らを知る者たちからパピアスは情報を集めていたと、Richard Bauckhamは述べている。しかし長老ヨハネの確かな正体は『ヨハネによる福音書』の著者問題にからんで学者間でも意見が分かれている。例えばJack Fineganは、エウセビオスはパピアスの書いたものを誤解した可能性があり、長老ヨハネは『ヨハネによる福音書』の著者ではないが、イエスの弟子である可能性があると述べている。Gary M. Burgeは、長老ヨハネは使徒のヨハネとは別人で、エウセビオスは混同しているとする。
最古のキリスト教護教家とされるクアドラトスがハドリアヌス帝（在位：117年 - 138年）に宛てた手紙があり、エウセビオスが『教会史』で引用している。

わたしたちの救い主の業（わざ）はつねに真実だったので、癒されたり死人から甦った者たちは、〔人びとに〕見られたばかりか、救い主が〔この世に〕あったときも〔この世を〕去った後も、しばらくの間〔人びとの前に〕たえず現れ、その中のある者はわたしたちの時代まで生き残っている。

クアドラトスの言う「わたしたちの救い主」とはイエスを意味し、この手紙は西暦124年以前に書かれた可能性が高い。「わたしたちの時代」というのは、クアドラトスが手紙を書いた117年から124年ではなく、クアドラトスの若い時を指しているのではないか、すなわちパピアスと同時代ではないかと、Bauckhamは述べている。さらにBauckhamは、この記述の重要性はイエスと交わったことに関する証言の目撃者としての性質を強調していることにあると述べている。初期キリスト教の著作、特に偽典の福音書や手紙などには信憑性を持たせるため、このような「目撃証言」が多く盛り込まれている。

### 外典
新約聖書外典には通例2世紀以降とされるキリスト教関連文書がかなり含まれていて、その中のグノーシス主義的な福音書は学者の間で大きな関心を集めている。1945年にナグ・ハマディ文書が発見されて以来、学術的に大きな関心が寄せられ、多くの学者がグノーシス主義的な福音書を研究し、それについて書いてきた。
しかし21世紀の学者の間では、グノーシス主義的な福音書は初期キリスト教信仰の発展に光を当てるかもしれないが、史的イエスの研究にはほとんど貢献しないと認める傾向である。なぜならグノーシス主義的な福音書は通常いわゆるQ文書に似て、説明的ではなく語録で構成されていること、信憑性と著者名に疑問があること、さらに様々な部分が新約聖書の対応箇所に依存していることが挙げられる。 史的イエスに関する現代の研究はグノーシス主義的な文書から離れ、ユダヤ教、古代ギリシャ・ローマ世界、キリスト教の正典という3分野の資料の比較に焦点が向けられている。
例えばバート・アーマンは、ナグ・ハマディ文書の一つ『トマスによる福音書』のグノーシス主義的な記述は史的イエス研究にとってほとんど価値がないと述べている。なぜならば『トマスによる福音書』の著者は、例えば十字架刑のようなイエスの身体的な経験あるいは信者の身体的な存在を重視せず、身体的な出来事よりただイエスの教えの秘密に興味があったからである。ナグ・ハマディ文書の一つである『ヨハネのアポクリュフォン』は、2世紀の支配的な傾向に関する研究や、『ヨハネの黙示録』第1章19節を参照しているとして『ヨハネの黙示録』の著者に関する研究に役立ったが、地上におけるイエスの生涯についての話ではなく、大部分が昇天後の幻となったイエスの教えについて書かれている。一方でEdward Arnalのように、『トマスによる福音書』はイエスの教えが初期キリスト教徒の間でどのように伝えられたかを理解するのに引き続き有用であり、初期キリスト教の発展に光を当てていると主張する学者もいる。
外典の中のイエスの言葉は、キリスト教の正典にあるイエスの言葉と重複しているものもあるが、正典にないものはアグラファと呼ばれる。アグラファは少なくとも225あるが、研究者のほとんどはアグラファの大部分の信憑性について否定的な結論を出していて、史的イエス研究の資料として使うことにほとんど価値がないとみている。Robert Van Voorstは、アグラファのほとんどはまったく信用できないと述べている。学者の間でもアグラファの信用性については見解が分かれていて、200以上あるアグラファの内、イエスの真正の言葉とされるものは最多で18、最少で7であり、その他はまず価値が無いとされている。外典文書の研究は続けられているが、学界の一般的な意見では、起源が不確かなものが多く、ほとんどの場合価値の低い後世の文書であるため、史的イエスの研究にはほとんど役に立たない。